# Уаманмарка
Уаманма́рка (кечуа Wamanmarka, Huamananmarka) — археологический памятник в Перу, регион Куско, провинция Ла-Конвенсьон, округ Уайопата. Древний город-крепость времён инкского государства Тауантинсуйу, расположенный в горах на высоте 1575 метров. Основан Сапа-инкой Тупак Инка Юпанки. Уничтожен во время вторжения испанских конкистадоров. Название переводится как «Земли сокола» (другие варианты — община соколов, поселение сокола). Обнаружен в 1961 году и в настоящее время является частью туристического маршрута «Тропа джунглей инков».

## История
Крепость Уаманмарка была основана как крепость-пукара для защиты границ части Антисую и собственных владений инков в Куско. Представляла собой классическую пукару времён расцвета инкской империи. В то же время она была частью системы укреплений, состоявшей из Патальякты, Ботамарки, Лоямарки, Уиньяй-Уайны. Эта система (вместе с Уаманмаркою) обеспечивала защиту пути от Куско до церемониального и религиозного центра Мачу-Пикчу.
Длительное время крепость защищала земли инков от племён, обитавших в амазонских джунглях. Здесь располагалась военная резиденция высшего военного командования и самого Сапа-Инки для ведения боевых действий против племён. Неизвестно, по каким причинам Уаманмарка исчезла: выдвигается несколько версий — крепость оставили после захвата Куско испанцами, Уаманмарка была уничтожена в ходе войн конкистадоров во главе с Манко Юпанки и его наследниками, или её разорили лесные племёна.
На сегодняшний день сохранились остатки укреплений, стен. Каменные глыбы разбросаны на всей площади объекта. Каменная кладка, которая характерна для архитектуры инков, частично утрачена. В то же время раскопаны руины дворца Тупака Юпанки, заметны следы мощных оборонительных укреплений, расположенных на возвышении.